# Sirenenzauber

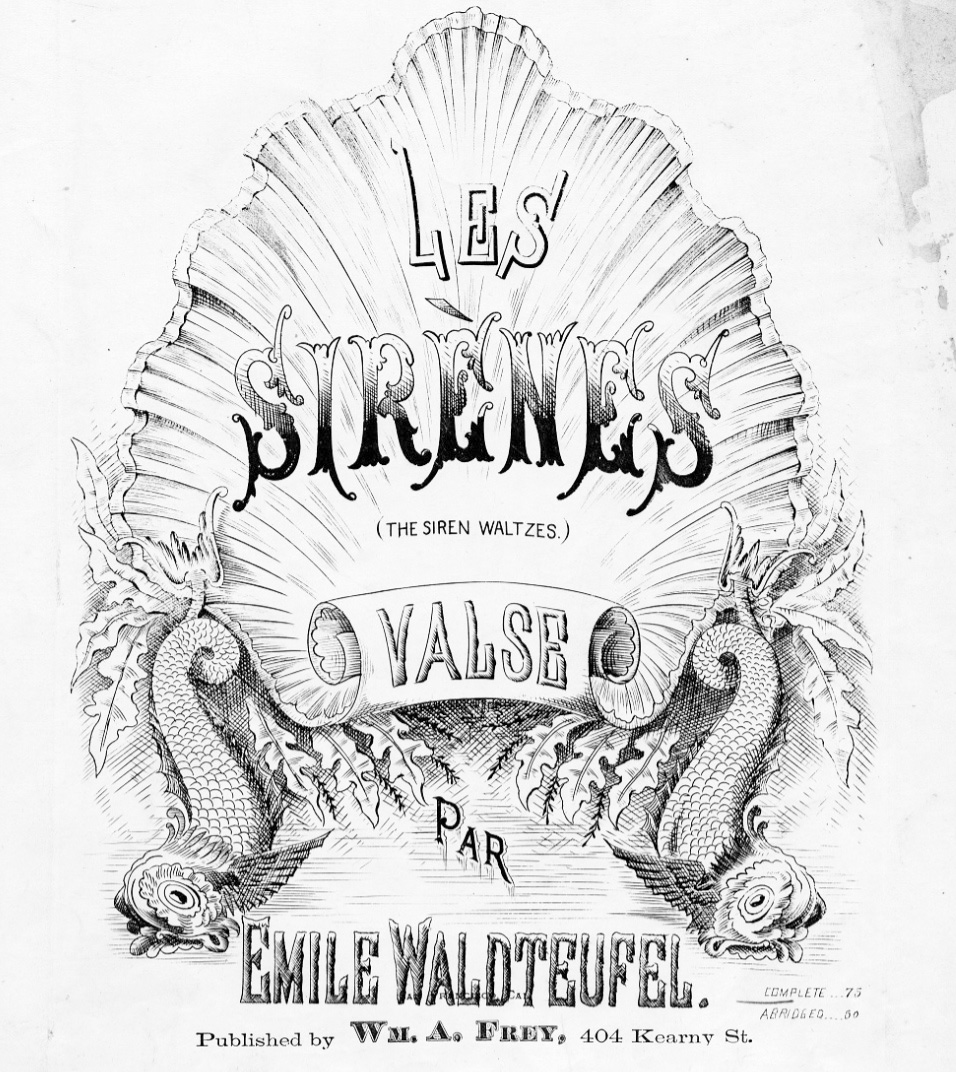
Notenheft von 1880

Sirenenzauber (frz. Les Sirènes) ist ein 1878 komponierter Konzertwalzer von Émile Waldteufel (op. 154). Gewidmet ist er Louis Dufour, seit 1874 musikalischer Leiter des renommierten Konzerthauses Élysée Montmartre. Der Titel nimmt Bezug auf die Sirenen, weibliche Fabelwesen der griechischen Mythologie, die mit ihrem zauberhaften Gesang Seefahrer anlocken und ins Verderben stürzen. Ihnen hatte bereits Johann Strauss 1855 einen Walzer gewidmet. Waldteufels Sirenenzauber wurde am 22. Mai 1878 auf einem Staatsball im Buckingham Palace in London uraufgeführt und blieb auch danach dasjenige seiner Werke, das in Großbritannien den größten Erfolg hatte. Markant ist der eindringliche „Sirenenruf“ in der Einleitung, aber auch das Hauptthema, das an die Eröffnungsthemen des Schlittschuhläufer-Walzers sowie von Acclamations erinnert.
1957 schrieb der deutsche Komponist Walther Schneider einen Text zu dem Walzer („Still rauscht das Meer, rings um uns her locken Sirenen …“).